# Herbert Vere Evatt
Herbert Vere Evatt (30 de abril de 1894 - 2 de noviembre de 1965), fue un jurista, político y escritor australiano, que entre otros cargos ocupó la presidencia de la Asamblea General de las Naciones Unidas en el periodo de 1948 a 1949, siendo colaborador en la redacción de la Declaración Universal de los Derechos Humanos de la ONU.